# يوكو تاناكا
يوكو تاناكا (田中 陽子) (مواليد 30 يوليو 1993)، هي لاعبة كرة قدم كانت تلعب كلاعب وسط. ولعبت مع منتخب اليابان لكرة القدم للسيدات.

## وصلات خارجية
- يوكو تاناكا على موقع الاتحاد الدولي (مؤرشف)  (الإنجليزية)
- يوكو تاناكا على موقع قاعدة بيانات كرة القدم.إي يو (الإنجليزية)
- يوكو تاناكا على موقع Soccerway.com (الإنجليزية)
- يوكو تاناكا على موقع عالم كرة القدم.نت (الإنجليزية)